# Zhiend
Zhiend ist der Name einer fiktiven Post-Rock-Band aus der Animeserie Charlotte.

## Geschichte

### Fiktiv
Zhiend wurde von der Sängerin Sarah Shane und vier namentlich unbekannten Musikern gegründet. Shane ist erblindet. In der Serie hat die Gruppe mehrere Alben veröffentlicht und gilt als weltweit bekannte Post-Rock-Band.

### Wirklich
Die Sängerin Marina arbeitete im Jahr 2015 mit Jun Maeda, der sämtliche Stücke für die Animeserie Charlotte komponierte, zusammen. Sie lieh dem blinden Charakter Sarah Shane ihre Stimme. Im Jahr 2015 erschien mit Trigger und Echo sowohl eine CD-Single als auch ein vollwertiges Studioalbum bei Key Sounds Label, die beide eine Notierung in den japanischen Musikcharts erreichen konnten. Das Album Echo wurde bilingual aufgenommen, einmal komplett auf Japanisch und einmal auf Englisch. Maeda schrieb die Liedtexte, während die Kompositionen aus der Feder von Hikarishuyo stammen.

## Diskografie
- 2015: Trigger (Single, Key Sounds Label)
- 2015: Echo (Album, Key Sounds Label)